# 谭帆
谭帆 (1959年10月—)，华东师范大学教授，主要从事中国文学批评史、中国小说史等方面的研究工作。任中国全国大学语文研究会会长，入选中华人民共和国教育部2009年度"长江学者"特聘教授。